# McFarland (Kansas)
Pour les articles homonymes, voir McFarland.
McFarland est une ville du Comté de Wabaunsee au Kansas.

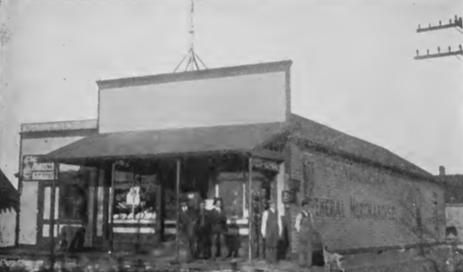
Magasin Noller à McFarland, 1907

En 2010, sa population était de 256 habitants, et en 2020 de 272 habitants.